# Herbstein
Herbstein – miasto uzdrowiskowe w Niemczech, w kraju związkowym Hesja, w rejencji Gießen, w powiecie Vogelsberg.

## Współpraca

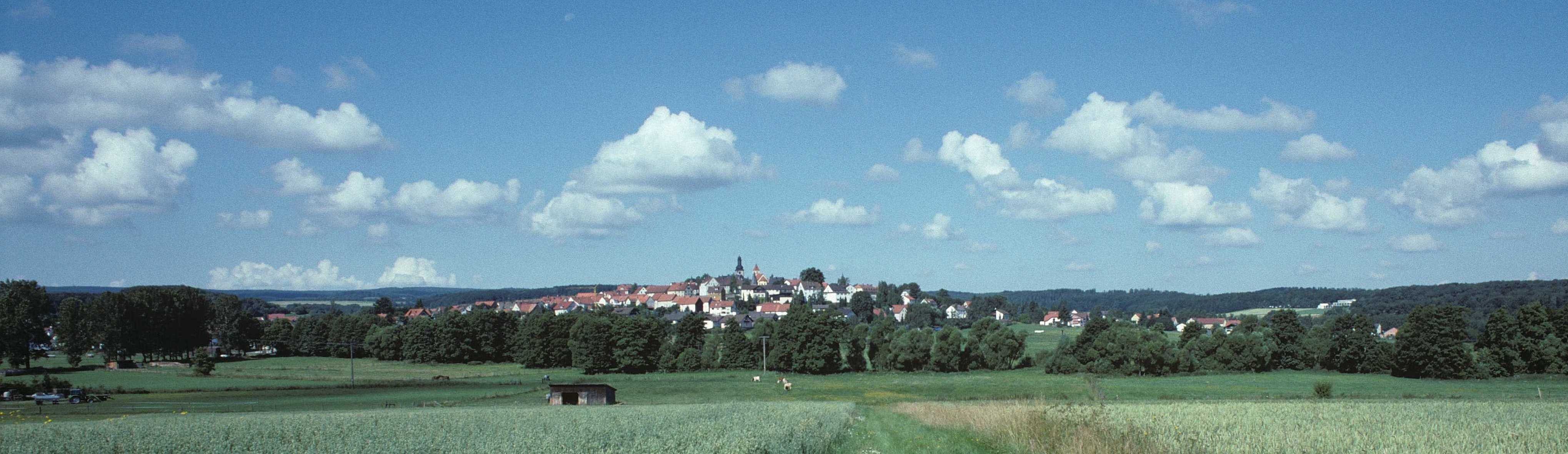
Panorama ukazująca Herbstein od wschodu

Miejscowość partnerska:
- Ranst, Belgia